# Sidalcea hendersonii
Sidalcea hendersonii är en malvaväxtart som beskrevs av S. Wats.. Sidalcea hendersonii ingår i släktet axmalvor, och familjen malvaväxter. Inga underarter finns listade i Catalogue of Life.